# تومویو کوروساوا
تومویو کوروساوا (黒沢 ともよ Kurosawa Tomoyo, زادهٔ ۱۰ آوریل ۱۹۹۶) صداپیشه، بازیگر، و خواننده اهل استان سایتاما، ژاپن است. از نقش‌های برجسته صداپیشگی وی می‌توان به شخصیت ربکا در سایبرپانک: اج رانرز، ایتسوکی اینوبوزاکی در یوکی یونا قهرمان است، آنابلا در برج فانتزی، و فسفوفیلایت در سرزمین رخشان اشاره کرد.